# Юлія Рагнарссон
Юлія Марія Рагнарссон (швед. Julia Maria Ragnarsson; нар.. 30 липня 1992, Мальме) — шведська актриса.

## Життєпис
Юлія Рагнарссон народилася 30 липня 1992 року у шведському місті Мальме в родині актора Ларса-Йорана Рагнарссона і сценографістки Карін Рагнарссон. У 2008—2011 роках навчалася акторській майстерності в гімназії Геленхольм у Мальме.
У віці 10 років дебютувала в комедії Tur & retur Елли Лемхаген (2003). Пізніше зіграла в таких фільмах як Maria Larssons eviga ögonblick Яна Труеля (2008), у фільмі Stockholm Stories Юнаса Карлссона (2014) і в комедії Tillbaka till Bromma Петера Магнуссона (2014). За межами Швеції стала відомою після ролі Лаури у другому сезоні телесеріалу Міст (Bron, 2013). Вона виконала головну роль студентки поліцейської академії Олівії Реннінг в кримінальному сереалі SVT Приплив (Springfloden, 2016). У 2017 році взяла участь у різдвяному календарі Jakten på tidskristallen на Шведському національному телебаченні.
У листопаді 2014 року Юлія Рагнарссон отримала премію «Висхідна зірка» на Стокгольмському міжнародному кінофестивалі.

## Фільмографія
- 2003 — Tur & retur
- 2006 — Wallander — Den svaga punkten
- 2008 — Wallander — Sidetracked
- 2008 — Maria Larssons eviga ögonblick
- 2012 — The Fear
- 2013 — Міст
- 2014 — Steppeulvene
- 2014 — Stockholm Stories
- 2014 — Tillbaka till Bromma
- 2015 — In the Sea
- 2016 — Min faster i Sarajevo
- 2016 — Springfloden
- 2016 — Take Down
- 2017 — Jakten på tidskristallen
- 2019 — Сонцестояння